# Amecameca de Juárez
Amecameca de Juárez (kurz Amecameca) ist eine Stadt mit ca. 35.000 Einwohnern und Hauptort einer Gemeinde (municipio) mit ca. 55.000 Einwohnern im Südosten des Bundesstaats México in Mexiko.

## Lage
Amecameca liegt an einer ehemaligen Verbindungsstraße zwischen Mexiko-Stadt (ca. 70 km nordwestlich) und Puebla (ca. 70 km südöstlich) in einer Höhe von ca. 2420 m. Das Klima ist tagsüber warm, doch können die Nachttemperaturen deutlich absinken; Regen (ca. 1750 mm/Jahr) fällt hauptsächlich in den Sommermonaten.

## Bevölkerungsentwicklung
| Jahr      | 2000   | 2010   | 2020   |
| --------- | ------ | ------ | ------ |
| Einwohner | 30.084 | 30.687 | 33.716 |

Das Bevölkerungswachstum der Stadt ist im Wesentlichen auf den Zuzug von Menschen aus dem ländlichen Umland zurückzuführen.

## Wirtschaft
Die Böden des Umlandes sind fruchtbar, doch spielt der sommerliche Tourismus heute die größte Rolle im Wirtschaftsleben der Stadt.

## Geschichte
Im 13. Jahrhundert siedelten Stammesgruppen der Chichimeken in der Gegend; sie gerieten jedoch im 14. Jahrhundert unter die Kontrolle der Azteken. Im Jahr 1519 zog der Conquistador Hernán Cortés von Cholula kommend auf seinem Weg nach Tenochtitlan mit seiner Streitmacht von etwa 300 Spaniern und mehreren tausend totonakischen und tlaxcaltekischen Hilfstruppen nach der Überquerung des später nach ihm benannten Paso de Cortés hier vorbei. Wenige Jahre später übernahm der Franziskanerorden die Aufgabe der Missionierung der Indios.

## Sehenswürdigkeiten
- Von dem ca. 500 m westlich der Stadt gelegenen Hügel des Santuario del Señor del Sacromonte, einem der kleinsten Nationalparks des Landes, genießt man an wolkenlosen Tagen einen grandiosen Ausblick auf die beiden Vulkanberge des Popocatépetl und des Iztaccíhuatl.
- Das hier befindliche Franziskaner-Kloster entstand im 16./17. Jahrhundert auf den Ruinen eines vorkolonialen Heiligtums. In der Kirche wird die aus Maispaste gefertigte Figur des wundertätigen Cristo Negro verehrt.
- Die ehemals zu einem Konvent gehörende einschiffige Pfarrkirche der Nuestra Señora de la Asunción ist der Himmelfahrt Mariens geweiht. In einer Seitenkapelle befindet sich ein barockes Altarretabel. Der doppelgeschossige Kreuzgang (claustro) ist ebenfalls sehenswert.

Umgebung
- Die Hacienda de Panoaya bietet Einblicke in die Kolonialepoche mit ihren Latifundien. Der Komplex dient heute als Hotel.